# Оук-Гров (округ Керролл, Арканзас)
Оук-Гров (англ. Oak Grove) — місто (англ. town) в США, в окрузі Керролл штату Арканзас. Населення — 386 осіб (2020).

## Географія
Оук-Гров розташований за координатами 36°27′49″ пн. ш. 93°25′49″ зх. д. / 36.46361° пн. ш. 93.43028° зх. д. (36.463750, -93.430321).  За даними Бюро перепису населення США в 2010 році місто мало площу 6,56 км², уся площа — суходіл. В 2017 році площа становила 7,42 км², уся площа — суходіл.

## Демографія
Згідно з переписом 2010 року, у місті мешкало 369 осіб у 153 домогосподарствах у складі 105 родин. Густота населення становила 56 осіб/км².  Було 170 помешкань (26/км²). 
Расовий склад населення:
| - 97,3 % — білих - 1,1 % — азіатів - 0,3 % — корінних американців |

До двох чи більше рас належало 0,5 %. Іспаномовні складали 2,2 % від усіх жителів.
За віковим діапазоном населення розподілялося таким чином: 20,3 % — особи молодші 18 років, 60,2 % — особи у віці 18—64 років, 19,5 % — особи у віці 65 років та старші. Медіана віку мешканця становила 46,1 року. На 100 осіб жіночої статі у місті припадало 101,6 чоловіків;  на 100 жінок у віці від 18 років та старших — 100,0 чоловіків також старших 18 років.
Середній дохід на одне домашнє господарство  становив 50 285 доларів США (медіана — 36 625), а середній дохід на одну сім'ю — 58 377 доларів (медіана — 46 250). Медіана доходів становила 31 964 долари для чоловіків та 22 500 доларів для жінок. За межею бідності перебувало 18,1 % осіб, у тому числі 34,6 % дітей у віці до 18 років та 7,0 % осіб у віці 65 років та старших.
Цивільне працевлаштоване населення становило 176 осіб. Основні галузі зайнятості: виробництво — 35,2 %, освіта, охорона здоров'я та соціальна допомога — 11,9 %, будівництво — 10,2 %, роздрібна торгівля — 9,1 %.
За даними перепису населення 2000 року в Оук-Гров проживало 376 осіб, 108 сімей, налічувалося 145 домашніх господарств і 171 житловий будинок. Середня густота населення становила близько 56,4 осіб на один квадратний кілометр. Расовий склад Оук-Гров за даними перепису розподілився таким чином: 96,28 % білих, 1,60 % — корінних американців, 0,53 % — азіатів, 1,60 % — представників змішаних рас.
З 145 домашніх господарств в 37,2 % — виховували дітей віком до 18 років, 58,6 % представляли собою подружні пари, які спільно проживали, в 6,2 % сімей жінки проживали без чоловіків, 25,5 % не мали сімей. 24,1 % від загального числа сімей на момент перепису жили самостійно, при цьому 13,1 % склали самотні літні люди у віці 65 років та старше. Середній розмір домашнього господарства склав 2,59 особи, а середній розмір родини — 3,06 особи.
Населення містечка за віковою діапазону за даними перепису 2000 року розподілилося таким чином: 28,5 % — жителі молодше 18 років, 9,8 % — між 18 і 24 роками, 22,3 % — від 25 до 44 років, 25,3 % — від 45 до 64 років і 14,1 % — у віці 65 років та старше. Середній вік мешканця склав 37 років. На кожні 100 жінок в Оук-Гров припадало 89,9 чоловіків, у віці від 18 років та старше — 92,1 чоловіків також старше 18 років.
Середній дохід на одне домашнє господарство в містечкі склав 25 625 доларів США, а середній дохід на одну сім'ю — 28 750 доларів. При цьому чоловіки мали середній дохід в 24 444 долара США на рік проти 18 958 доларів середньорічного доходу у жінок. Дохід на душу населення в містечкі склав 15 364 долари на рік. 13,0 % від усього числа сімей в окрузі і 13,9 % від усієї чисельності населення перебувало на момент перепису населення за межею бідності, при цьому 20,2 % з них були молодші 18 років.